# Document de Damas
Le Document de Damas est le nom donné à un des textes des manuscrits de la mer Morte, trouvé dans les grottes 4, 5 et 6 de Qumrân (références 4Q265-73, 5Q12, et 6Q15).
Rédigé en hébreu sur du cuir et du papyrus, il traite de la persécution des membres du mouvement du Yahad, que certains spécialistes ont identifié aux Esséniens, chassés de Jérusalem au « Pays de Damas » au cours du Ier ou IIe siècle av. J.-C..
Deux manuscrits des Xe et XIIe siècles étaient connus depuis leur découverte en 1896 dans la gueniza jouxtant la synagogue Ben Ezra à Fustat dans le vieux Caire.